# مالك بيليرولو
مالك بيليرولو (بالتركية: Malik Beyleroğlu)‏ (مواليد 21 يناير 1970) هو ملاكم تركي، مثّل بلاده في الألعاب الأولمبية الصيفية 1996.

## روابط خارجية
مالك بيليرولو على موقع أوليمبيديا (الإنجليزية)